# Bitterbal
Een bitterbal is een gefrituurd klein (vlees)ragoutballetje van zo'n 3 à 5 cm doorsnee. Het is in feite een kleine, ronde versie van de vleeskroket, maar met een andere verhouding tussen korst en ragout. Het gewicht is ca. 20 gram.
In april 2020 is de bitterbal toegevoegd aan de Inventaris Immaterieel Cultureel Erfgoed Nederland.

## Etymologie
De naam bitterballen is te herleiden naar het gebruik om bij een bittertje, een warm hapje te eten.

## Verkrijgbaarheid

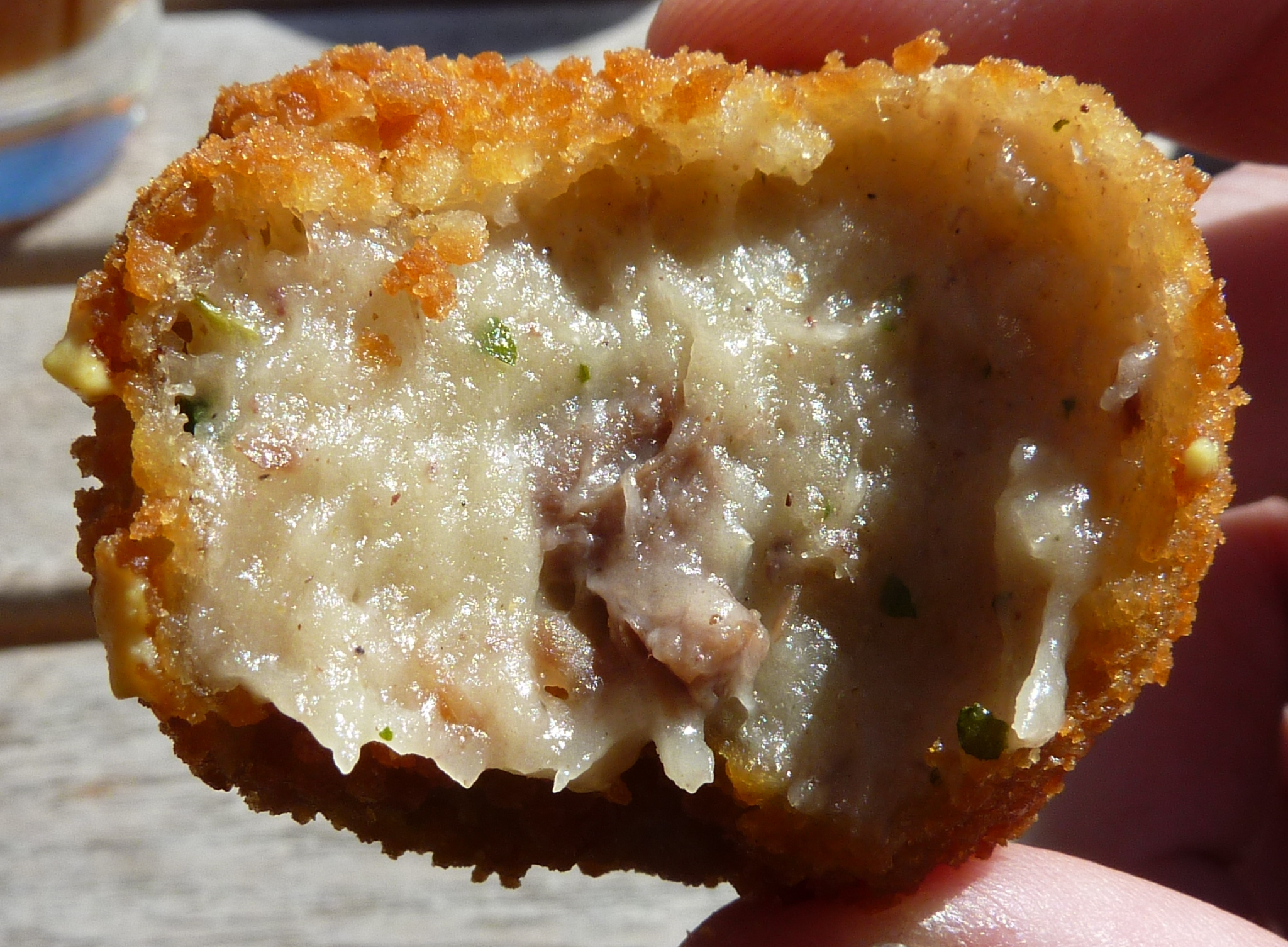
Vulling van een bitterbal

De snack is populair in België en Nederland. Ook in Suriname en Indonesië worden ze gegeten. Elders zijn ze nauwelijks bekend.
De bitterbal is, vaak geserveerd met mosterd, populair als onderdeel van het ‘bittergarnituur’, bij borrels en in het café. Een bittergarnituur bestaat, behalve uit bitterballen, uit andere kleine warme snacks. Het bittertje is doorgaans vervangen door andere dranken.

## Vegetarische varianten
Van de bitterbal zijn diverse vegetarische varianten in de handel, onder meer van enkele bekende merken. De vegetarische varianten bevatten meestal soja, tarwe, melkproducten en champignons in plaats van vlees. Daarnaast is er de zogenaamde bieterbal, met als hoofdbestanddeel gefermenteerde biet.